# Hans Peter Tschudi
Pour les articles homonymes, voir Tschudi.
 (août 2021).
Si vous disposez d'ouvrages ou d'articles de référence ou si vous connaissez des sites web de qualité traitant du thème abordé ici, merci de compléter l'article en donnant les références utiles à sa vérifiabilité et en les liant à la section « Notes et références ».
Hans-Peter Tschudi est une personnalité politique suisse, né à Bâle le 22 octobre 1913 et mort à Bâle le 30 septembre 2002. Sa famille est originaire de Bâle et de Glaris. Il est conseiller fédéral de 1960 à 1973, le deuxième du canton de Bâle-Ville.

## Biographie

### Études et parcours professionnel
Il étudie le droit à Bâle et à Paris et devient docteur en droit en 1936.
L'année suivante, il devient adjoint du chef de l’Office cantonal du travail, puis chef de l’inspection des arts et métiers en 1938.
En 1952, il devient professeur pour les droits du travail et les assurances sociales à l’Université de Bâle. 

### Parcours politique
De 1944 à 1953, il est député au Grand Conseil bâlois puis est élu au Conseil d’État de Bâle-Ville comme responsable du département de l’Intérieur. 
Il est élu député au Conseil des États en 1956.

### Conseiller fédéral
Le 17 décembre 1959, il est élu au Conseil fédéral au 3e tour lors de l’instauration de la formule magique en tant que second socialiste (76e conseiller fédéral de l'histoire[réf. nécessaire]). Le Parlement le préfère au président du Parti socialiste suisse Walther Bringolf que son passé communiste rendait inéligible aux yeux de la droite et qui abandonne après le 2e tour. Le PSS n’eut pas à se plaindre de son ministre dont l'opinion appréciait le « Tschudi-tempo » et qui fut un réalisateur.
Réélu à trois reprises 11 décembre 1963, 13 décembre 1967 et 8 décembre 1971), il dirige le département fédéral de l’Intérieur pendant 14 ans. 
Sous son impulsion, les assurances-sociales se développent (plusieurs révisions de l’assurance-vieillesse, introduction de l’assurance-invalidité) mais il ne parvient pas à dénouer l’écheveau complexe de l’assurance-maladie, « le point noir de notre politique sociale » disait-il. 
Le réseau routier est construit à partir de 1964. 
Les universités bénéficient du concours financier de l’État fédéral, l’École polytechnique de Lausanne est reprise par la Confédération, la recherche scientifique est soutenue malgré le rejet de l’article constitutionnel sur l’enseignement et la recherche (la majorité des cantons n’étant pas atteinte). Toutefois, le Conseil suisse de la science est créé. 
La protection de l’environnement devient un objectif constitutionnel. 
Il est président de la Confédération en 1965 et 1970 (élection le 9 décembre 1964 et le 10 décembre 1969). Il quitte ses fonctions le 31 décembre 1973.

### Retraite
Pendant sa retraite, il s’exprime chaque fois que les assurances sociales sont en cause. Il appartient au CICR et préside l’association Pro Senectute.